# 薬局方
薬局方（やっきょくほう、オランダ語: Apotheek、ラテン語: Pharmacopoea）は、医薬品に関する品質規格書。医薬品や生薬が収載されているほか、試験法や純度の基準・剤型などが記されている。
国または地域ごとに制定されており、多くは公定書である。日本においては、特に指定されていない限り、「日本薬局方」（略して「日局」「局方」）を指す。日本薬局方（英語: Japanese Pharmacopoeia, JP）、中国薬局方（中国語: 中国药典 （中国薬典）、英語: Pharmacopoeia of the People's Republic of China, PPRC）、米国薬局方（英語: United States Pharmacopeia, USP）、英国薬局方（英語: British Pharmacopoeia, B.P.）、ヨーロッパ薬局方（英語: European Pharmacopoeia, EP）などが主な薬局方とされる。他の国々は、これら薬局方を参考に、伝統医薬品類を加え、国情に合わせて作成している。近年は日米欧の三極薬局方の国際調和を進めているが、合意に達した部分は少ない。

## 日本薬局方 Pharmacopoea Japonica
日本薬局方（にほんやっきょくほう、英語: Japanese Pharmacopoeia, JP）とは、医薬品の性状及び品質の適正を図るため、医薬品医療機器等法第41条に基づき、薬事・食品衛生審議会の意見を聴いて厚生労働大臣が定め公示する、医薬品の規格基準書。
構成は通則、生薬総則、製剤総則、一般試験法及び医薬品各条からなり、収載医薬品については日本国内で繁用されている医薬品が中心となっている。

### 歴史
江戸時代、蘭学の中川淳庵が、オランダのApotheek（薬局の意）を『和蘭局方』として翻訳したが、未完であった。1880年（明治13年）10月、衛生局長長與専齋の建議により、松方正義内務卿が太政官に「第一、本邦未た藥局方の律書あらす（略）」という伺書を出し、1886年（明治19年）6月に「藥局方」が公布された。また後に陸軍病院藥局方、陸軍藥局方も作られた。薬局方という言葉は、日本の歴史において、薬典という言葉を「方」と記載したことに由来する。これは、中国宋代の古医書『和剤局方』に倣ったものだと考えられている。なお、中華人民共和国における医薬品の品質規格書は、薬典の言葉を用いた『中華人民共和国薬典』である。
日本薬局方は1886年（明治19年）には、東洋初、世界で21番目の国定薬局方として初版日本薬局方（明治19年官報）が発行され、続いてそのラテン語版となるPharmacopoea Japonica Editio Latinaも上梓された。日本語版では漢名・ラテン名が併記され以下記載が続く形式でラテン名のアルファベットの順で記載されている。以来、医薬品の開発、試験技術の向上に伴って改訂が重ねられてきた。1891年に改正(第二版)日本薬局方、1906年に第三改正日本薬局方（これよりラテン語版に代わり英語版が発刊）、1920年に第四改正日本薬局方、1932年に第五改正日本薬局方、1951年に第六改正日本薬局方、1961年に第七改正日本薬局方、1971年に第八改正日本薬局方とおおむね10年以上の間隔で改正されていたが、1971年の第八改正日本薬局方以降は5年に一度改正されている。また剤形に付記されていたラテン名は第十二改正日本薬局方（1991年）から代わって英名となり、生薬関係品目を除き医薬品各条中のラテン名も掲げる事をやめ化学薬品等でIUPAC式英名に代わった。2021年現在の最新版は、2021年（令和3年）に公示された第十八改正日本薬局方である。日本語名の50音順で掲載されている。

#### 日本公定書協会
日本薬局方の編纂支援と普及を目的に、1956年に設立された財団法人。2004年より、日本薬局方原案整備事業を開始し、国立医薬品食品衛生研究所の標準品業務を全面移管した。2010年に英名を"Pharmaceutical and Medical Device Regulatory Science Society of Japan (PMRJ) に変更、2011年に一般財団法人に移行の際、法人名称を「医薬品医療機器レギュラトリーサイエンス財団」(略称：レギュラトリーサイエンス財団)に変更した。所在地は日本薬学会長井記念館（東京・渋谷）。
理事長は2007年より土井脩（元厚生省大臣官房審議官）が務めた。

#### 歴代の調査会
歴代の日本薬局方調査会委員等は以下のとおり。
| 初版『日本薬局方』編集総裁・委員 （明治14年1月 - 18年12月） | 初版『日本薬局方』編集総裁・委員 （明治14年1月 - 18年12月） | 初版『日本薬局方』編集総裁・委員 （明治14年1月 - 18年12月） | 初版『日本薬局方』編集総裁・委員 （明治14年1月 - 18年12月） |
|                                                             | 氏名                                                        | 役職                                                        | 備考                                                        |
| ----------------------------------------------------------- | ----------------------------------------------------------- | ----------------------------------------------------------- | ----------------------------------------------------------- |
| 編集総裁                                                    | 細川潤次郎                                                  | 元老院幹事                                                  | 明治17年4月まで                                             |
|                                                             | 土方久元                                                    | 内務大輔（のち参事院議官子爵）                              | 明治17年4月から18年7月                                      |
|                                                             | 芳川顕正                                                    | 内務大輔                                                    | 明治18年7月から                                             |
| 編集委員                                                    | 松本順                                                      | 陸軍軍医総監                                                |                                                             |
|                                                             | 林紀                                                        | 陸軍軍医監                                                  |                                                             |
|                                                             | 戸塚文海                                                    | 海軍軍医総監                                                |                                                             |
|                                                             | 池田謙斎                                                    | 一等侍医                                                    |                                                             |
|                                                             | 長與專齋                                                    | 内務省衛生局長                                              |                                                             |
|                                                             | 三宅秀                                                      | 東京大学医学部教授                                          |                                                             |
|                                                             | 高木兼寛                                                    | 海軍中医監                                                  |                                                             |
|                                                             | 永松東海                                                    | 陸軍二等薬剤正兼二等軍医正                                  |                                                             |
|                                                             | 柴田承桂                                                    |                                                             |                                                             |
|                                                             | エーキマン                                                  | 東京司薬場オランダ人教師                                    | 明治18年まで                                                |
|                                                             | ゲールツ                                                    | 横浜司薬場オランダ人教師                                    | 明治16年死去により退任                                      |
|                                                             | ベルツ                                                      | 東京大学医学部ドイツ人教師                                  |                                                             |
|                                                             | ランガルト                                                  | 東京大学医学部ドイツ人教師                                  |                                                             |
|                                                             | ブッケマン                                                  | 東京大学医学部オランダ人教師                                |                                                             |
|                                                             | 石黒忠悳                                                    | 陸軍軍医監                                                  | 明治16年7月から                                             |
|                                                             | 緒方惟準                                                    | 陸軍軍医監兼薬剤監                                          | 明治16年7月から                                             |
|                                                             | スクリバ                                                    | 東京大学医学部ドイツ人教師                                  | 明治17年9月から                                             |
|                                                             | ファンデルヘーデン                                          | 東京大学医学部オランダ人教師                                | 明治17年10月から                                            |

| 『改正日本薬局方』編集委員・調査委員 （明治21年4月 - 24年3月） | 『改正日本薬局方』編集委員・調査委員 （明治21年4月 - 24年3月） | 『改正日本薬局方』編集委員・調査委員 （明治21年4月 - 24年3月） | 『改正日本薬局方』編集委員・調査委員 （明治21年4月 - 24年3月） |
|                                                                | 氏名                                                           | 役職                                                           | 備考                                                           |
| -------------------------------------------------------------- | -------------------------------------------------------------- | -------------------------------------------------------------- | -------------------------------------------------------------- |
| 編集委員                                                       | 長井長義                                                       | 帝国大学医科大学教授                                           |                                                                |
|                                                                | 高橋順太郎                                                     | 帝国大学医科大学教授                                           |                                                                |
|                                                                | 下山順一郎                                                     | 帝国大学医科大学教授                                           |                                                                |
|                                                                | 丹波敬三                                                       | 帝国大学医科大学教授                                           |                                                                |
|                                                                | 樫村淸徳                                                       | 帝国大学医科大学教授                                           |                                                                |
|                                                                | 辻岡精輔                                                       | 内務三等技師                                                   |                                                                |
|                                                                | 田原良純                                                       | 内務四等技師                                                   |                                                                |
|                                                                | 櫻井小平太                                                     | 内務五等技師                                                   |                                                                |
|                                                                | 島田耕一                                                       | 内務一等技手                                                   |                                                                |
|                                                                | 柴田承桂                                                       |                                                                |                                                                |
| 調査委員長                                                     | 長與專齋                                                       | 内務省衛生局長                                                 | 明治21年5月から                                                |
| 調査委員                                                       | 実吉安純                                                       | 海軍軍医大監                                                   | 明治21年5月から                                                |

| 『第三改正日本薬局方』日本薬局方調査会 （明治33年4月 - 39年3月） | 『第三改正日本薬局方』日本薬局方調査会 （明治33年4月 - 39年3月） | 『第三改正日本薬局方』日本薬局方調査会 （明治33年4月 - 39年3月） | 『第三改正日本薬局方』日本薬局方調査会 （明治33年4月 - 39年3月） |
|                                                                  | 氏名                                                             | 役職                                                             | 備考                                                             |
| ---------------------------------------------------------------- | ---------------------------------------------------------------- | ---------------------------------------------------------------- | ---------------------------------------------------------------- |
| 調査会長                                                         | 長谷川泰                                                         | 内務省衛生局長                                                   | 明治35年7月まで                                                  |
|                                                                  | 石黒忠悳                                                         | 陸軍軍医監男爵                                                   | 明治35年7月から                                                  |
| 調査委員                                                         | 長井長義                                                         | 東京帝国大学医科大学教授理学博士薬学博士                         |                                                                  |
|                                                                  | 下山順一郎                                                       | 東京帝国大学医科大学教授薬学博士                                 |                                                                  |
|                                                                  | 丹波敬三                                                         | 東京帝国大学医科大学教授医学博士                                 |                                                                  |
|                                                                  | 高橋順太郎                                                       | 東京帝国大学医科大学教授医学博士                                 |                                                                  |
|                                                                  | 青山胤通                                                         | 東京帝国大学医科大学教授医学博士                                 | 明治34年5月まで                                                  |
|                                                                  | 田原良純                                                         | 衛生試験所技師薬学博士                                           |                                                                  |
|                                                                  | 辻岡精輔                                                         | 衛生試験所技師                                                   | 明治37年6月まで                                                  |
|                                                                  | 島田耕一                                                         | 衛生試験所技師                                                   |                                                                  |
|                                                                  | 山田薫                                                           | 宮内省薬剤師長                                                   |                                                                  |
|                                                                  | 小池正直                                                         | 陸軍軍医監医学博士                                               | 明治36年12月まで                                                 |
|                                                                  | 平山増之助                                                       | 陸軍薬剤監                                                       |                                                                  |
|                                                                  | 木村壯介                                                         | 海軍軍医大監                                                     |                                                                  |
|                                                                  | 高橋秀松                                                         | 海軍薬剤監                                                       |                                                                  |
|                                                                  | 池口慶三                                                         | 警視庁技師                                                       |                                                                  |
|                                                                  | 樫村淸徳                                                         | 医学博士                                                         | 明治35年7月まで                                                  |
|                                                                  | 平井政遒                                                         | 陸軍三等軍医                                                     | 明治33年6月から                                                  |
|                                                                  | 入沢達吉                                                         | 東京帝国大学教授医学博士                                         | 明治34年5月から                                                  |
|                                                                  | 佐藤佐                                                           |                                                                  | 明治35年10月から                                                 |
|                                                                  | 丹羽藤吉郎                                                       | 東京帝国大学医科大学助教授薬学博士                               | 明治37年2月から                                                  |
|                                                                  | 齋藤寛猛                                                         | 衛生試験所技師                                                   | 明治37年7月から                                                  |
| 幹事                                                             | 宮入慶之助                                                       | 内務技師                                                         | 明治35年3月まで                                                  |
|                                                                  | 栗本庸勝                                                         | 内務技師                                                         | 明治35年3月から12月まで                                          |
|                                                                  | 小原新三                                                         | 内務省参事官                                                     | 明治35年12月から36年4月                                          |
|                                                                  | 森田茂吉                                                         | 内務省衛生局長                                                   | 明治36年4月から9月                                               |
|                                                                  | 窪田靜太郎                                                       | 内務省衛生局長                                                   | 明治36年9月から                                                  |

| 『第四改正日本薬局方』調査会 | 『第四改正日本薬局方』調査会 | 『第四改正日本薬局方』調査会 | 『第五改正日本薬局方』調査会 | 『第五改正日本薬局方』調査会 | 『第五改正日本薬局方』調査会 |
| 役職                         | 氏名                         | 備考                         | 役職                         | 氏名                         | 備考                         |
| ---------------------------- | ---------------------------- | ---------------------------- | ---------------------------- | ---------------------------- | ---------------------------- |
| 調査会長                     | 長井長義                     | 薬学博士                     | 調査会長                     | 池口慶三                     | 薬学博士                     |
| 委員                         | 森林太郎                     | 医学博士文学博士             | 委員                         | 三浦謹之助                   | 医学博士                     |
|                              | 丹波敬三                     | 薬学博士                     |                              | 鶴田禎次郎                   |                              |
|                              | 木村壯介                     |                              |                              | 栗本庸勝                     |                              |
|                              | 高橋順太郎                   | 医学博士                     |                              | 林春雄                       | 医学博士                     |
|                              | 本多忠夫                     | 医学博士                     |                              | 西崎弘太郎                   | 薬学博士                     |
|                              | 三浦謹之助                   | 医学博士                     |                              | 近藤平三郎                   | 薬学博士                     |
|                              | 田原良純                     | 薬学博士                     |                              | 渡邊又治郎                   | 薬学博士                     |
|                              | 池口慶三                     | 薬学博士                     |                              | 島薗順次郎                   | 医学博士                     |
|                              | 鶴田禎次郎                   |                              |                              | 高橋三郎                     | 薬学博士                     |
|                              | 高橋三郎                     | 薬学博士                     |                              | 慶松勝左衛門                 | 薬学博士                     |
|                              | 丹羽藤吉郎                   | 薬学博士                     |                              | 朝比奈泰彦                   | 薬学博士                     |
|                              | 山田薫                       | 薬学博士                     |                              | 磯野周平                     | 薬学博士                     |
|                              | 林春雄                       | 医学博士                     |                              | 北野多一                     | 医学博士                     |
|                              | 宇野朗                       | 医学博士                     |                              | 西野忠次郎                   | 医学博士                     |
|                              | 渡邊又治郎                   | 薬学博士                     |                              | 服部健三                     | 薬学博士                     |
|                              | 磯野周平                     | 薬学博士                     |                              | 緒方章                       | 薬学博士                     |
|                              | 朝比奈泰彦                   | 薬学博士                     | 臨時委員                     | 柴田桂太                     | 理学博士                     |
|                              | 佐藤佐                       |                              |                              | 刈米達夫                     | 薬学博士                     |
| 臨時委員                     | 西崎弘太郎                   | 薬学博士                     |                              | 今野運治                     |                              |
|                              | 高橋増次郎                   |                              |                              | 杉井善雄                     | 薬学博士                     |
|                              | 柴田桂太                     | 理学博士                     |                              | 瀧野勇                       | 薬学博士                     |
| 幹事                         | 山田準次郎                   | 内務書記官                   | 幹事                         | 白松喜久代                   | 内務書記官                   |
|                              | 湯沢三千男                   | 内務書記官                   |                              |                              |                              |

## 国際薬局方 Pharmacopoea Internationalis (Ph. Int.)
国際薬局方は連世界保健機構WHOが薬局方統一を目指し制定した薬局方である。1951年に通則・各条医薬品218品目と付則43条からなる第1版第1巻が、1955年には通則の追加・ 各条医薬品217品目と付則26条からなる第2巻が、1959年には各条医薬品94品目・付則17条を追加した追補がそれぞれ英仏西語で出版され、独語及び日本語に翻訳された。
2020年には第10版がonlineで公開されている。